# آتشفشان

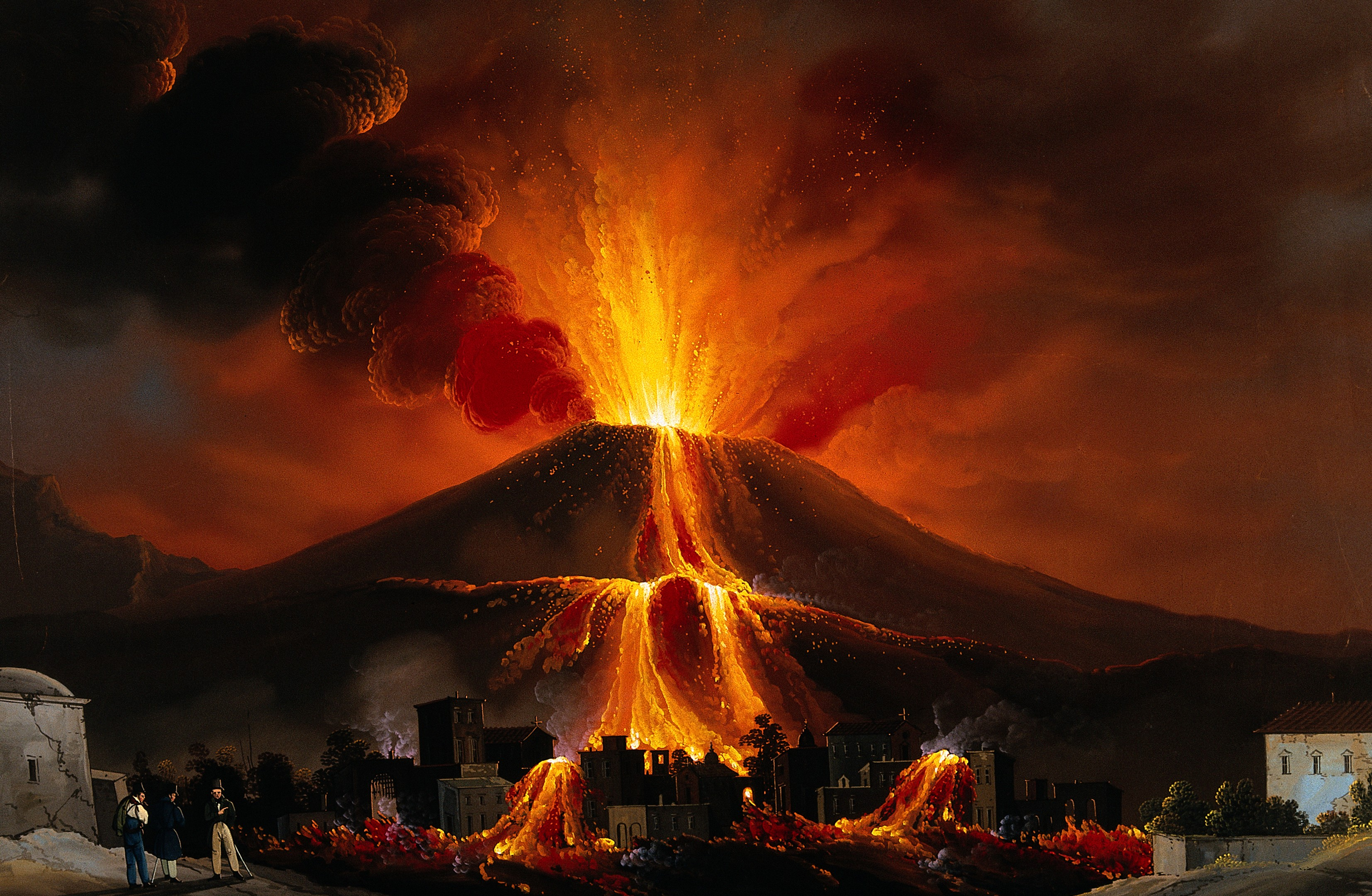
فوران آتشفشان بالای روستا، کوه وزوو در سال ۱۸۳۴. نقاشی

آتشفِشان روزنه‌ای در سطح زمین است که در زمان فعالیت، سنگ‌های گداخته به بیرون پرتاب می‌کند، بسیار داغ است، بوی بدی دارد (به دلیل گازهای سمی) و خاکستر و گازهای درون زمین، از آن به بیرون فوران می‌کنند. فعالیت آتشفشانی با برون‌افکنی سنگ‌های مذاب، با گذشت زمان، باعث پیدایش کوه‌های آتشفشانی بر سطح زمین شده است‌. آتشفشان‌ها معمولاً در نقاطی یافت می‌شوند که صفحه‌های سخت پوسته زمین‌ساخت، همگرا یا واگرایی دارند. هر آتشفشان سه قسمت اصلی دارد:
1. دهانه: قله آتشفشان است.
2. اتاقک مواد مذاب و داغ آتش فشان: محلی که مواد مذاب قبل از فوران آنجا جمع می‌شود.
3. مجرای مرکزی: محل اتصال اتاقک به دهان آتشفشان است.

درون زمین، تودهٔ سنگ‌های آذرین با حرارت بسیار زیاد (حدود ۱۰۰۰ درجه سانتیگراد و بیشتر) وجود دارد که ماگما (تَفتال) نامیده می‌شود. ماگما، با رسیدن به سطح زمین، سرد و جامد شده و گُدازه نامیده می‌شود که این فرایند باعث تشکیل آتشفشان می‌شود. در ماگما و گدازه، حباب‌های گاز وجود دارد که در زمان فوران باعث انفجار می‌شود.
بروز آتشفشان، تأثیراتی به همراه دارد (که دراز مدت یا کوتاه مدت هستند).
یکی از آن‌ها، تغییر آب‌وهوا است. فوران آتشفشان می‌تواند باعث بارش برف و ایجاد رعد و برق شود. آتشفشان‌ها می‌توانند تأثیراتی درازمدت در وضعیت آب و هوا ایجاد کنند. از طرفی، گدازه‌هایی که سریع حرکت می‌کنند، می‌توانند باعث مرگ انسان‌ها شوند؛ چون خاکستر حاصل از بروز آتشفشان، تنفس را دشوار می‌کند.
این آتشفشان که کمپین نام دارد در کشور ایتالیا و درشهر میلان قرار دارد.

## بزرگ‌ترین آتشفشان‌های فعال کرهٔ زمین

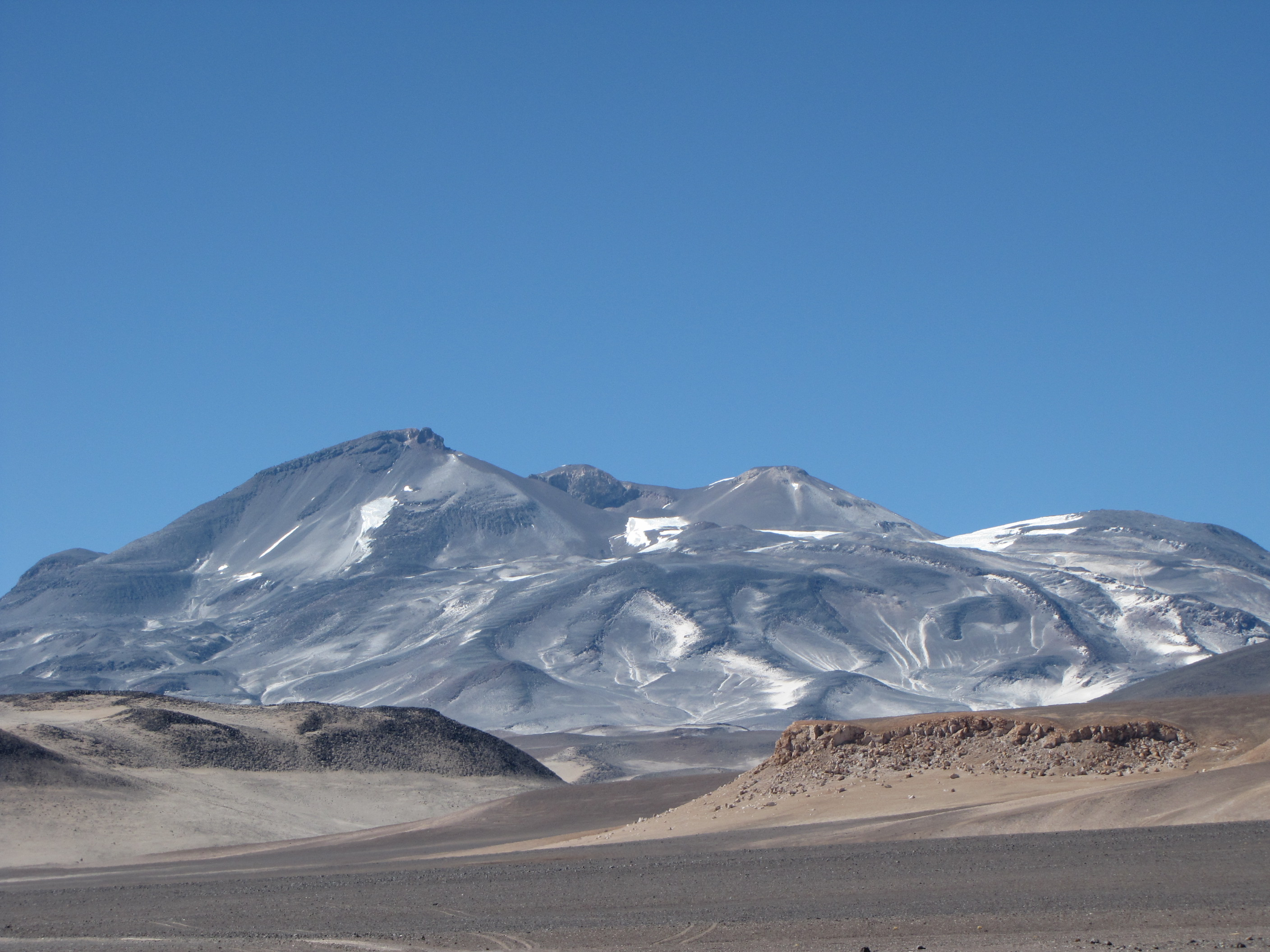
اوخوس دل سالادو واقع در مرز شیلی و آرژانتین بلندترین آتشفشان جهان است.

بزرگ‌ترین آتشفشان کره زمین، ماونا لوا نام دارد که بخشی از جزایر هاوایی را تشکیل می‌دهد. محیط قاعده یا مخروط این آتشفشان ۶۰۰ کیلومتر] و قله آن نسبت به کف اقیانوس آرام که آن را احاطه کرده است ۱۰ کیلومتر ارتفاع دارد. این آتشفشان، همراه با سایر قسمت‌های جزایر هاوایی، نشان‌دهندهٔ موادی هستند که به وسیله فوران‌هایی که از یک میلیون سال پیش تاکنون ادامه داشته‌اند، شکل گرفته‌اند.
سایر آتشفشان‌های مطرح کره زمین عبارتند از:
1. آتشفشان وزوو
2. آتشفشان مونالوآ
3. آتشفشان پله
4. آتشفشان بزیمیانی
5. آتشفشان پاری کوتین در مکزیک
6. آتشفشان سنت هلن

| ساختار آتشفشان: | ساختار آتشفشان: | ۱. اتاقک ماگما (تفتالی) ۲. سنگ بستر ۳. مجرا ۴. پایه ۵. آذرین‌لایه ۶. مجرای فرعی ۷. لایه‌های خاکستر فوران‌شده ۸. گُرده | ۹. لایه‌های گدازه ۱۰. گلو ۱۱. مخروط انگلی ۱۲. جریان گدازه‌ای ۱۳. دودکش ۱۴. دهانه ۱۵. ابر خاکستر |

## بزرگ‌ترین آتشفشان کشف شده توسط بشر

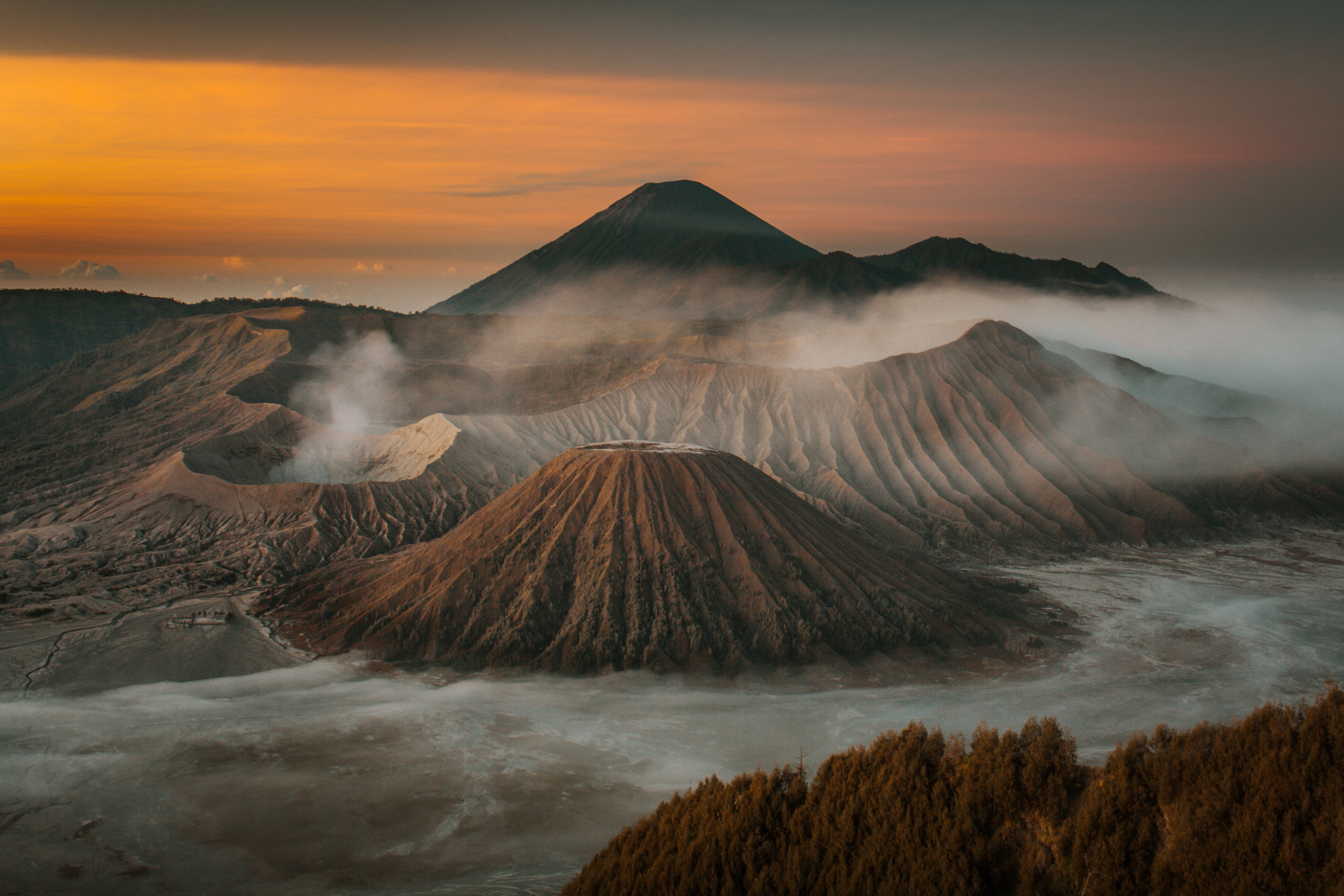
نگاره‌ای از کوه‌های آتشفشانی در جزیره گیلی (en) در اندونزی.

## گونه‌های آتشفشان‌ها
گونه‌های آتشفشان‌ها:

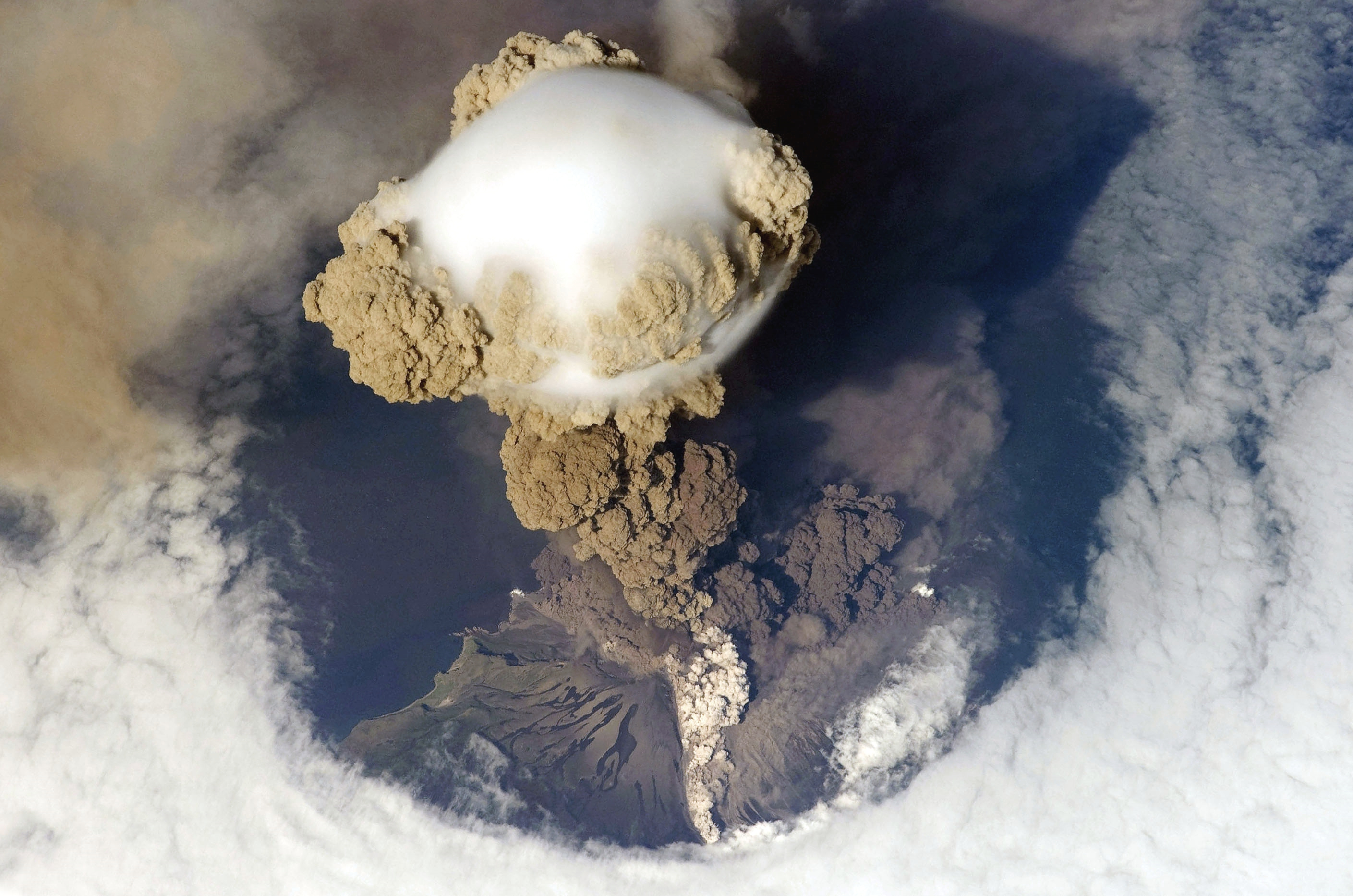
قله آتشفشان اساریچیو که در جزیره‌های کوریل روسیه قرار دارد. این تصویر توسط یک ماهواره گرفته شده است.

1. آتشفشان‌های نقطه‌ای که مواد گداخته از یک محل بیرون می‌آید (آتشفشان نوع مرکزی).
2. آتشفشان‌های شکافی یا خطی که فوران آن در امتداد یک شکاف صورت می‌گیرد.

- انواع آتشفشان‌های نقطه‌ای عبارتند از:

1. آتشفشان‌های نوع هاوایی یا سپری
2. آتشفشان‌های نوع استرومبولی
3. آتشفشان‌های پرکابی
4. آتشفشان‌های نوع پله
5. آتشفشان‌های نوع ولکانو

- انواع آتشفشان‌های شکافی یا خطی عبارت اند از:

1. فوران‌های خطی غیر انفجاری
2. فوران‌های خطی انفجاری

## فوران

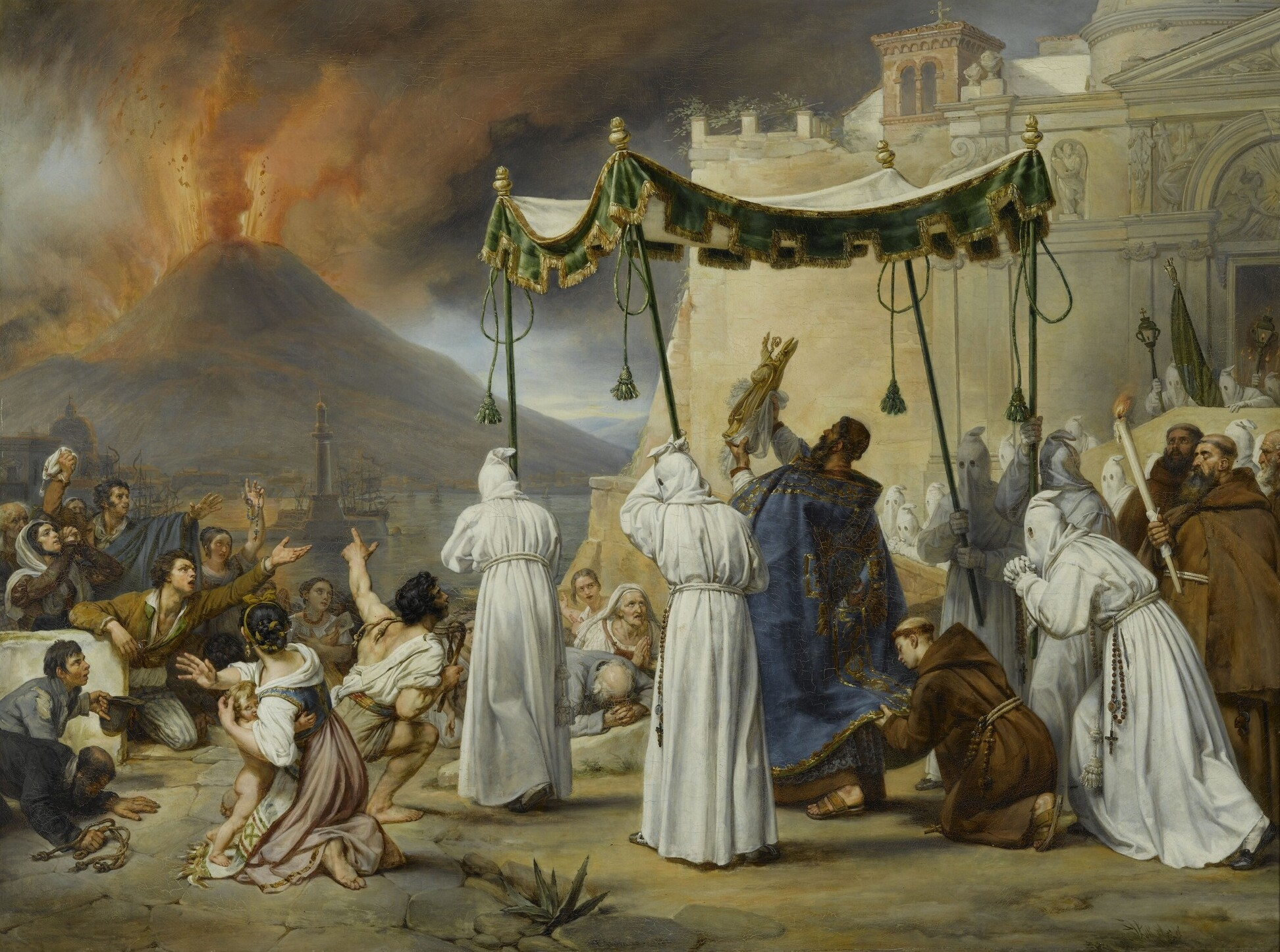
وزوو از معروف‌ترین آتشفشان‌های جهان در ایتالیا

نوع ماگمای درون زمین می‌تواند آتشفشان‌های متفاوت ایجاد کند. اگر ماگما کاملاً رقیق باشد، گاز درون آن به آسانی رها می‌شود و در نتیجه انفجاری صورت نمی‌گیرد. به این ترتیب از کوه، فقط ماگما بیرون می‌آید و در کناره‌ها جریان می‌یابد؛ مثل آتشفشان‌هایی در هاوایی و کوه «اتنا». اگر ماگما غلیظ و چسبناک باشد، گاز درونش به آسانی رها نمی‌شود و در نتیجه انفجار صورت می‌گیرد.

## علوم مرتبط با آتشفشان‌شناسی

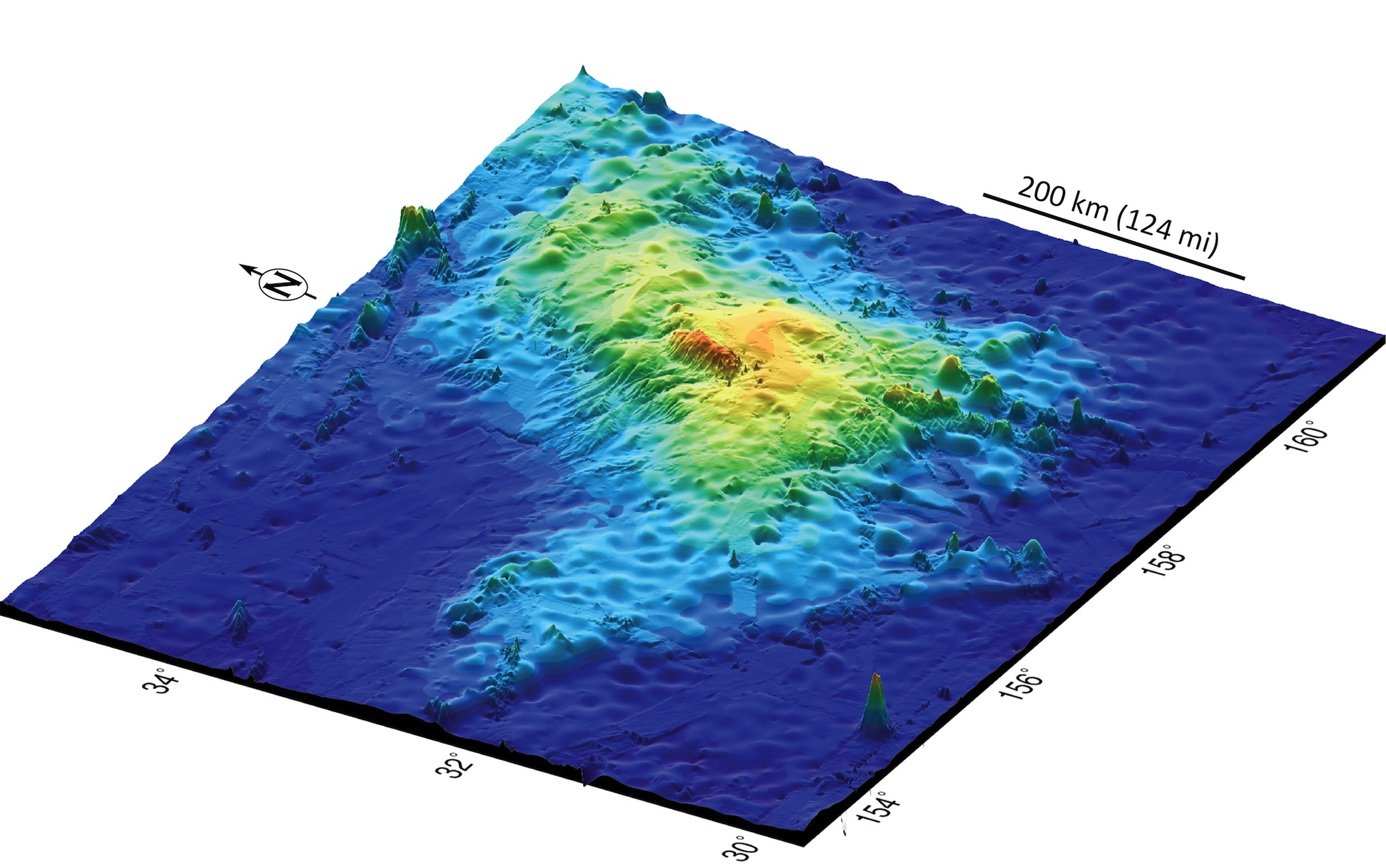
تامو ماسیف بزرگ‌ترین آتشفشان زمین

- ژئوفیزیک: برای اثبات و آگاهی از کانون‌های درونی آتشفشان‌ها و پیشگویی شکل و محل و موقعیت آن.
- ژئوشیمی: تعیین دقیق عناصر که به صورت مواد جامد، مایع و گاز از آتشفشان خارج می‌شوند.
- ترمودینامیک: برای فهم و ارزیابی نیروی حرارتی آتشفشان و انرژی حاصله از آن و رابطه تشکیل مواد گداخته با حرارت و فشار و همچنین انجماد آن.
- سنگ‌شناسی: جهت اطلاع از اختصاصات گدازه و شناسایی دقیق سنگ‌های آتشفشانی.
- رسوب‌شناسی: پراکندگی و نحوه انتشار مواد جامد آتشفشانی در دریاها و خشکی‌ها که به صورت خاکستر، توف، برش و… ته‌نشین می‌شوند.

## کاربردهای مفید

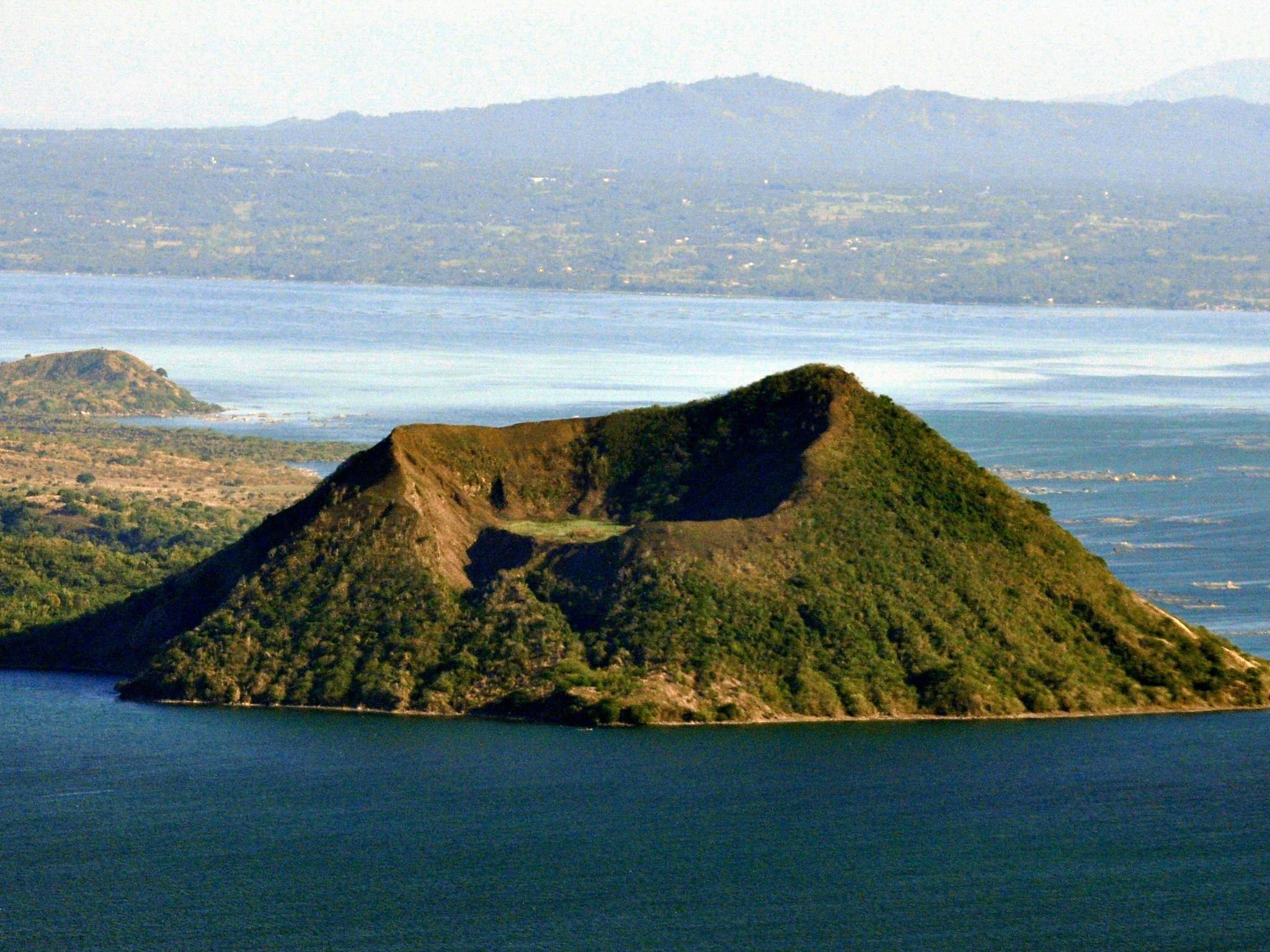
آتشفشان تال آتشفشانی پیچیده است واقع در جزیره لوزون فیلیپین

۸۰ درصد مردم در پایتخت ایسلند از گرما و آب گرم طبیعی آتشفشان‌ها استفاده می‌کنند. آتشفشان‌ها همچنین می‌توانند باعث ایجاد جزیره شوند.